# Al-Thawra News
Al-Thawra News (français « Les Nouvelles de la révolution ») est un hebdomadaire tunisien en langue arabe fondé en 2011 par Mohamed Naïm Haj Mansour.
Il se décrit comme un journal indépendant spécialisé dans la lutte contre la corruption. Cependant, le Syndicat national des journalistes tunisiens (en) et la Fédération tunisienne des directeurs de journaux l'accusent d'utiliser la profession pour attaquer des personnes et s'ingérer dans le travail de la justice. Le 3 octobre 2016, un mandat de dépôt est émis contre le directeur du journal à la suite d'un article sur des allégations de corruption impliquant l'institution militaire.